# Фэнсаб
Фэнсаб (м., скл.), также фансуб, фансаб (калька с англ. fansub, сокр. от fan subtitles — «любительские субтитры») — видеоматериал (чаще всего — аниме) с субтитрами на родном языке, переведённый поклонниками и выпущенный независимо от его официальных распространителей.

## Появление фэнсаба
Изначально субтитры накладывались на видео только в студиях перед записью на кассеты. Однако в середине 1980-х сложилась уникальная ситуация — с выходом в 1986 году в США сериала Роботек (и многих других) популярность аниме резко возросла, пусть и в достаточно узких кругах, в сущности и породив американский аниме-фэндом. Это явление, сопровождавшееся логичным ростом интереса к новому виду искусства, удачно совпало с появлением на рынке персональных компьютеров Commodore Amiga, обладавших невероятными для своего времени мультимедийными возможностями и позволявшими, с некоторыми усилиями, накладывать на видеосигнал субтитры.
Соединившись, эти два фактора, собственно, и породили феномен фэнсаба: владеющие японским языком фэны (очень часто это были японские студенты, обучавшиеся в университетах США) получили возможность разделить своё увлечение с теми, кто языка не знал. В кратчайшее время возникли десятки фэнсабберских групп, распространяющих видеокассеты с аниме по почте, а также широчайшая сеть обмена между клубами и отдельными фэнами. Именно тогда же, кстати, и родился основной принцип фэнсаба — бесплатное его распространение (точнее, по цене носителя и доставки).
Собственно говоря, хранение фонда кассет с фэнсабом было одним из поводов для создания аниме-клубов. Наиболее старые фанаты аниме ещё помнят ритуал переписывания фэнсаба с «мастер-кассет».

## Распространение субтитров в Интернете

### Формы распространения
С распространением широкополосного интернет-доступа и настольных систем редактирования видео создание и распространение субтитров значительно упростилось. Фэнсаб-группы, занимающиеся дигисабом (хардсабом) (цифровым фэнсабом, в отличие от традиционного, аналогового фэнсаба на кассетах), начали появляться уже не десятками, а сотнями. Картинка дигисаба, как правило, содержит оригинальную звуковую дорожку и жёстко «вшитые» в изображение субтитры на другом (обычно английском) языке.
Есть также второй способ распространения субтитров — без распространения видеоматериала, так называемые внешние софтсабы (от англ. softsubs, software subtitles — отключаемые, программные субтитры). Они представляют собой отдельный текстовый файл небольшого размера, в котором хранится информация о том, в какой момент какой текст выводить на экран. В настоящий момент практически все видеоплееры имеют возможность подключения внешних субтитров. Западные фэнсаб-группы редко выпускают свои переводы в таком формате. Причинами данного явления может быть нижеследующиее:
- Желание «закрепить» свои права на перевод, в частности — запретить его изменения.
- Порицание «равов» (см. ниже), ведь для просмотра внешних субтитров нужен файл с оригиналом.
- Относительная законопослушность. Несмотря на то, что фэнсаб находится в «серой» правовой зоне, и теоретически фэнсаб можно приравнять к нелегальному распространению самих фильмов или оригинальных субтитров, «распространение „равов“ — уж точно пиратство», тогда как фэнсаб является производной работой (опять-таки см. ниже).

В начальных и финальных песнях серии или фильма в фэнсабах, как правило, добавляются субтитры по типу «караоке» — текст заглавной песни, подсвечивающийся по слогам для упрощения синхронного пения. Они обычно бывают как на оригинальном японском языке, так и в виде транскрипции латинскими буквами. Также, как правило, добавляется перевод песни.
Сравнительно недавно некоторые фэнсаб-группы начали выпускать свои переводы в софтсабах, используя возможности контейнера «Матрёшка» (расширение .mkv) по включению в файл вместе с видео- и аудиопотоками текстовых субтитров и шрифтов для их оформления, что позволяет нижеследующее:
- Немного повысить качество изображения: поскольку субтитры отрисовываются программно, а не встроены в изображение, вокруг них не появляется артефактов сжатия; а также избегается вторичное сжатие основного изображения, которое могло бы к уже имеющимся артефактам добавить новые.
- Пользоваться одним файлом и в качестве фэнсаба, и в качестве raw (видео без субтитров). Это имеет важное значение и для создателей AMV (для которых встроенные в видео субтитры становятся существенной помехой), и просто для тех зрителей, которые знают или изучают японский язык. Однако распространение raw-файлов всё-таки ближе к деятельности рипперов — своеобразной «тёмной стороне фэнсаба» (см. ниже).
- Изменять конечному пользователю оформление субтитров по своему желанию.
- Предоставлять более низкий «порог вхождения»: в том случае, если группа выпускает два варианта одного и того же релиза, файл с хардсабом позиционируется как релиз с более низким качеством (и более старым видеокодеком) для тех, кто «не умеет» настраивать плеер для воспроизведения «Матрёшки» и новых видеокодеков и тех, чей компьютер недостаточно мощен для релиза с высоким качеством, а также для использования в аппаратных плеерах, как более совместимый.

Большинство фэнсабов — английские (их называют ансабы). При этом переводящие на английский группы не обязательно базируются в США.

### Каналы распространения
Готовые фэнсабы (в виде файлов) распространяются через IRC-каналы (обычно Fserve или XDCC-боты) или сеть распределённого скачивания BitTorrent. Относительно недавно фэнсаб-группы стали практиковать прямые ссылки для скачивания по HTTP протоколу (как правило). Существуют сайты, ведущие базы данных по состоянию работ различных фэнсаб-групп над аниме-сериалами, и/или отслеживающие свежие их релизы.
Что характерно: в самой Японии популярны другие файлообменные сети, ни с чем кроме самих себя не совместимые. Характерной чертой таких сетей является усиленная анонимность. Однако это опять-таки больше «raw-providing», чем фэнсаб. Фэнсабы аниме не популярны в Японии по понятной причине. Использование же файлообменных сетей в нелегальных целях, в том числе и для распространения «аниме-равов», в Японии преследуется по закону.

## Рипперы
Рипперами называются члены групп, выпускающие DVD-рипы аниме, лицензированного в других странах (чаще всего — в США). Обычно такие рипы выпускаются с
- видеодорожкой (см. ниже);
- оригинальной (японской) звуковой дорожкой;
- дублированной (английской) звуковой дорожкой;
- отключаемыми английскими субтитрами (софтсабами).

Несмотря на свою схожесть с фэнсабберами, рипперы не производят — за исключением редактирования — первоначальный материал, а только его распространяют. Граница между рипперами и фэнсабберами несколько размыта, чёткое деление на «хороших» и «плохих» затруднено тем, что
- фэнсабберские группы зачастую выпускают DVD-рипы японских DVD (это всё ещё является фэнсабом);
- фэнсабберские группы иногда не прекращают перевод и распространение своего фэнсаба даже после лицензирования сериала в США;
- фэнсабберские группы выпускают фэнсабы с отключаемыми субтитрами;
- рипперские группы иногда занимаются фэнсабом;
- рипперские группы обычно редактируют и зачастую улучшают лицензионный перевод;
- рипперские группы пытаются улучшить визуальное качество видео;
- рипперские группы используют видео с японских DVD со звуком с DVD американских;
- с юридической точки зрения и фэнсаб, и рипы незаконны — хотя, интуитивно, фэнсаб значительно «менее незаконен», чем DVD-рипы.

## Другие явления
Фэндаб — создание любительского озвучивания (дубляжа). Под дубляжем в данном случае понимается создание новой звуковой дорожки, в которой отсутствуют оригинальные голоса (перевод, надиктованный поверх оригинального озвучивания, называется закадровым («овервойсом», «войсовером») и очень распространён).
Также есть примеры пикссаба — сочетания отдельных картинок и субтитров к аудиокниге, так называемой «Drama CD». Однако из-за большой сложности в изготовлении и малой популярности пикссаб остаётся маргинальным явлением.
В случае перевода комиксов подобное явление называется сканлейтом. В самом простом случае это приложение к комиксу текстового файла/распечатки с переводом, в более сложном — удаление оригинального текста со сканов и вёрстка на них перевода.
Достаточно регулярно появляются пародийные субтитры. Будучи разновидностью фэнсаба, они не являются переводом, а, скорее, «пародией на перевод».

## Юридическая сторона вопроса
Юридическая чистота фэнсабов — очень сложный и спорный вопрос, тесно связанный с распространением вообще любых объектов авторского права через интернет. Однозначного мнения на этот счёт нет.
Между фэнсабберами и правообладателями существует негласное соглашение, что держатели прав на картину не преследуют фэнсабберов, а те в свою очередь, прекращают распространение картины, как только она лицензируется на данной территории. Более того, многие правообладатели видят в фэнсабах реальную коммерческую выгоду (например, используют их как маркетинговый инструмент для оценки возможной популярности того или иного фильма или сериала). Наконец, фэнсабберы всегда распространяют свои работы бесплатно и преследуют тех, кто пытается продавать их за деньги.
Существует, однако, прецедент, когда японский видеодистрибьютор Media Factory потребовал от американских фэнсабберов и владельцев торрент-трекеров, контролирующих распространение фэнсабов, убрать из доступа переводы всего аниме, правами на которое владеет эта компания. Так как почти все аниме-сериалы, попавшие в этот список, не были лицензированы на территории США в тот момент, некоторые фэнсаб-группы (например, Wannabe Fansubs) и владельцы трекеров отказались выполнить это требование. Насколько известно, никаких юридических санкций за этим не последовало. Однако после анонса о лицензировании того же аниме в США, его дальнейший перевод и распространение было прекращено.
Также известен случай с сериалом «Манускрипт ниндзя: новая глава», когда американский правообладатель Urban Vision обратился к фэнсаб-группе с просьбой прекратить перевод этого сериала, так как он лицензирован в США и в скором времени будет выпущен на DVD. В ответ компания получила весьма резкое письмо с отказом. Но Urban Vision не стала обращаться в суд, и вместо этого поставила в известность об этом инциденте американский аниме-фэндом. С его стороны последовала крайне негативная реакция в адрес группы, которая была вынуждена принести извинения и прекратить перевод сериала.
Кроме того, есть мнение, что выпуск группой хардсаба является менее конфликтным, чем софтсаб, отчего первый все ещё используется западными фэнсабберскими группами.

## Фэнсаб в России
В России, как и в мире, в основном выпускаются фанатские субтитры для аниме — но, в отличие от западных фэнсабов, в России субтитры обычно являются «переводами перевода». Чаще всего это субтитры, которые являются переводом английских фэнсабов.
Иногда авторов фэнсаба привлекают к работе над официальными переводами. Так, например, произошло с аниме «Навсикая из долины Ветров» при его лицензировании компанией RUSCICO.